# Zoe Strauss
Zoe Strauss (Filadelfia, 1970) es una fotógrafa estadounidense, miembro de la Agencia Magnum de fotos. Vive y trabaja en Filadelfia siendo la ciudad su escenario y tema principal de su obra. El comisario de arte Peter Barberie la identifica como una fotógrafa callejera, como Walker Evans o Robert Frank, y ha dicho que "la mujer y el hombre de la calle, que anhelan ser escuchados, son la base de su arte".
En 2006, su trabajo fue incluido en la Bienal de Whitney y su exposición individual, Ramp Project: Zoe Strauss, se mostró en el Instituto de Arte Contemporáneo de Filadelfia. En 2012, una retrospectiva de su carrera artística hasta el momento, Zoe Strauss: 10 years, se mostró en el Museo de Arte de Filadelfia, acompañada por una exposición en la ciudad de Filadelfia de 54 vallas publicitarias que mostraban sus fotografías, y otra en el Centro Internacional de Fotografía de Nueva York.
Strauss recibió un Premio Seedling de la Fundación Leeway en 2002, una Beca Pew en 2005, una Beca Gund de los Estados Unidos, una subvención de 50.000 dólares de Artistas de los Estados Unidos en 2007, y una Beca Guggenheim en 2017.

## Vida y obra
Strauss nació en 1970 en Filadelfia. Su padre murió cuando ella tenía 5 años. Fue el primer miembro de su familia en graduarse de la escuela secundaria. Para su 30 cumpleaños le regalaron una cámara y comenzó a fotografiar en los barrios marginales de la ciudad. Es una artista de instalaciones fotográficas que utiliza Filadelfia como escenario principal y tema para su obra. Strauss fotografía habitualmente detalles pasados por alto (o evitados intencionalmente) con una perspectiva humanista y de composición.
En 1995, Strauss inició el Philadelphia Public Art Project, una organización de una sola mujer cuya misión es brindar a los ciudadanos de Filadelfia acceso al arte en su vida cotidiana. Strauss llama al Proyecto una "narrativa épica" de su propio vecindario. "Cuando comencé a disparar, era como si en algún lugar escondido de mi cabeza hubiera estado esperando esto", dijo.
Entre 2000 y 2011, el trabajo fotográfico de Strauss culminó en un espectáculo anual Under I-95 que tuvo lugar en el espacio público debajo de un paso elevado de la autopista I-95 en el sur de Filadelfia. Mostró sus fotografías en soportes de puentes de hormigón debajo de la carretera y ofreció fotocopias por 5 dólares cada una. La exposición Zoe Strauss: 10 años fue organizada por el Museo de Arte de Filadelfia, donde apareció en 2012, y también se mostró en el Centro Internacional de Fotografía, Ciudad de Nueva York, en 2013/2014. La muestra fue una retrospectiva a mitad de carrera, basada en los diez años de trabajos fotográficos de Strauss, desde 2001 hasta 2010. La exposición de 2012 fue la primera evaluación crítica del proyecto de diez años de Strauss, y fue acompañada por un catálogo de 250 ilustraciones, Zoe Strauss: 10 años.
La exposición del Museo de Arte de Filadelfia de 2012 incluyó la instalación en toda Filadelfia de 54 vallas publicitarias con fotografías de Strauss. Aunque se podían ver de forma individual, las imágenes estaban estructuradas libremente en torno a los temas de la Odisea, el viaje y el regreso a casa. En esto, el Proyecto Billboard era similar a la exposición anual I-95 de Strauss, que ella describe como una "narrativa épica sobre la belleza y la lucha de la vida cotidiana". El Proyecto Billboard incluyó fotografías de los viajes de Strauss por todo el país, desde el Golfo de México hasta Fairbanks, Alaska.
Con frecuencia fotografía cerca de la antigua casa de sus abuelos en 16th y Susquehanna. Sus fotografías incluyen edificios cerrados, estacionamientos vacíos y salas de reuniones vacías en el sur de Filadelfia. Strauss dice que su trabajo es "una narración sobre la belleza y la dificultad de la vida cotidiana".
En julio de 2012, Strauss fue elegida para ser miembro de la agencia Magnum Photos.
Strauss se desempeñó como directora (2014-2015) en la Lamar Dodd School of Art.

## Publicaciones
- America. AMMO, 2008. ISBN 978-1934429136.
- Zoe Strauss: 10 años. Filadelfia: Museo de Arte de Filadelfia; New Haven: Universidad de Yale, 2012. ISBN 978-0300179774. Catálogo de la exposición.

## Exposiciones

### Exposiciones individuales
- 2002-2009: Works-in-Progress, Southwark Community Center, Southwark, Filadelfia, la última semana de octubre de cada año[23]
- 2001–2010: Debajo de la exhibición I-95, debajo de la Interestatal 95, Front St. y Mifflin St., Filadelfia, el primer fin de semana de mayo de cada año[24]
- 2006: Imágenes proyectadas y seleccionadas, Galería Acuña-Hansen, Los Ángeles, CA[cita requerida]
- 2006: Proyecto Ramp, Instituto de Arte Contemporáneo, Filadelfia[5]
- 2007: I-95 Works in Progress, Etc. Galerie, Praga[cita requerida]
- 2007: Si estás leyendo esto, Silverstein Photography, Nueva York[25]
- 2008: Zoe Strauss: Works in Progress, Peeler Art Center, DePauw University, Greencastle, Indiana[26]
- 2009: América: Nos encanta tenerte aquí, Bruce Silverstein Gallery, Nueva York[27]
- 2010: Zoe Strauss: Trabaja para Columbus, OH, Wexner Center for the Arts, Columbus, Ohio[28]
- 2012: Zoe Strauss: 10 años, Museo de Arte de Filadelfia, Filadelfia, enero de 2012 - abril de 2012;[6][18] Zoe Strauss: 10 años: una presentación de diapositivas, Bruce Silverstein Gallery, Nueva York, 2012;[29] Centro Internacional de Fotografía, Ciudad de Nueva York, octubre de 2013 - enero de 2014.[15][16]

### Exposiciones colectivas
- 1997: Festival de Instalación de Indianápolis, Laboratorios de Investigación Médica Whirlforce, Exposición Jurada de Indianápolis, tercero en exhibición.[cita requerida]
- 2002: Exposición colectiva de los ganadores del premio Leeway, Philadelphia Art Alliance, Filadelfia[cita requerida]
- 2004: Big Nothing Cabaret, Instituto de Arte Contemporáneo, Filadelfia[cita requerida]
- 2004: Works on Paper 2004, 23ª exposición bienal con jurado para artistas del área, Universidad de Arcadia, Glenside, PA[30]
- 2006: Bienal de Whitney: Día por la noche, 73.ª Bienal de Whitney, Museo Whitney de Arte Americano, Ciudad de Nueva York[4]
- 2006: Vacaciones de verano: fotografías de la colección, Museo de Arte de Filadelfia, Filadelfia[31]
- 2006: This Is America, Centraal Museum, Utrecht, Países Bajos[32]
- 2008: La historia me mantiene despierto por la noche: una genealogía de Wojnarowicz, PPOW Gallery, Nueva York[33]
- 2008: L'Été Photographique de Lectoure, Lectoure, Francia.[34]
- 2008: ¿Quién teme a América?, Wonderland Art Space, Copenhague[35]
- 2009: En escena: Jason Lazarus, Wolfgang Plöger, Zoe Strauss, Art Institute of Chicago, Chicago, IL[36]
- 2010: Queer Brighton: Molly Landreth y Zoe Strauss, Lighthouse, Brighton, Reino Unido. Parte de la Bienal de Fotografía de Brighton.[37][38]
- 2013: Homesteading fue parte del Carnegie International de 2013, Pittsburgh[11]

## Comisiones
- 2004–2005 Colección St. James, 200 fotografías[cita requerida]
- 2007 Philadelphia Eagles / Lincoln Financial Field, impresión en vinilo de Mattress Flip[39]
- 2008 World Class Boxing, Art Miami[40]

## Colecciones
El trabajo de Strauss se encuentra en la siguiente colección pública permanente:
- Museo de Arte de Filadelfia[41]

## Premios
- 2002: Premio Seedling, Fundación Leeway, Filadelfia, PA[7]
- 2004: Ganadora conjunta de los premios Friends of Arcadia, durante Works on Paper 2004, Arcadia University, Glenside, PA[30]
- 2005: Beca Pew en Artes, Centro Pew para las Artes y el Patrimonio, Filadelfia, Pensilvania[8]
- 2007: Subvención de 50.000 dólares de United States Artists, Chicago, IL[42][43]
- 2017: Beca Guggenheim de la John Simon Guggenheim Memorial Foundation[10]